# Restaurant City
Restaurant City（非官方譯名：餐廳城市，簡稱餐城），是一款由英國Playfish開發的網頁遊戲，運行於Facebook平台，其為相當受歡迎及較有長期使用者的Facebook遊戲之一，但Playfish於2012年5月宣佈，Restaurant City會於6月29日停止營運。
遊戲主要以模擬經營餐廳為主，玩家可請Facebook上的朋友為餐廳員工，作為廚師、侍應、酒保或清潔工。玩家可以到街上（Street）拜訪Facebook上好友們的餐廳，並可幫忙為田地澆水、撿拾店內垃圾、或解決店內的問題，也可在隨意街（Random Street）隨機拜訪其他Facebook使用者的餐廳，另外也可到美食街（Gourmet Street）參觀評價最高的餐廳。
每周均會有新料理、功能及產品推出，以吸引玩家繼續遊戲。目前有90個等級，每上升一級可以有增加餐廳面積、增加雇用的員工或增加可耕種的田地，亦會有一千元獎金及随機2個食材獎勵。
Restaurant City 已於2012年6月29日宣布終止一切服務。
Restaurant City 於2016年短暫重新營運後再次消失匿跡，但非原團隊經營，透過前內部員工敘述，此版本遊戲版權未受到EA同意，為來路不明的公司經營。
Restaurant City 在2018年9月於官網（页面存档备份，存于）宣布重新啟動項目，並在同月27號開始募資
原先訂於2018年12月5日BETA測試，並於2019年2月1日發布遊戲，同年4月1日作為手機遊戲
最後延期至2021年5月台推出網頁版的BETA測試，並計畫同年7月於臉書發布遊戲；9月發布手機版本。

## 設計／新主題
玩家可購買桌子、座椅、地板、牆紙、廁所、擺設、功能物品或是透過完成獎勵任務獲得的物品，自由設計餐廳內的間隔。玩家亦可設計餐廳室外的造型，如屋頂、屋型、窗戶、牆身、餐廳名牌、功能物品、掛牆裝飾、街道裝飾。
此外，玩家的個人裝扮也可隨時修改，衣服、配飾、面部特徵等可以用金錢來購買。
另外為了吸引玩家繼續經營，Restaurant City逢星期四上午八時(UTC+8)都會發佈新主題給玩家自由設計。而新發佈主題限時物品有機會在更新主題後的星期六上午八時(UTC+8)發佈限時物品。
2012 年6月29日起，餐城（Restaurant City）停止運營，Playfish/EA將所有使用者的資料刪除，並阻止使用者進入。 在5月中時，餐城突然從Facebook專頁中申明，他們的遊戲將於這一天刪除。

## 食材
食材用作學習新料理，令餐廳可以提供更多款式的料理。探訪從未造訪過的朋友的餐廳會得到一項食材，每天登入遊戲也會得到一到五款隨機食材(以玩家登入情況決定。連續兩天有登入可得兩件食材，如此類推，連續五天或以上有登入可得五件食材)及一個Food Quiz，若玩家答對了Food Quiz，亦獲得隨機食材一件。
玩家也可與Facebook上的朋友交換食材，在自己的餐單（Menu）可以設定食材是否加鎖，未上鎖的食材無法換得上鎖的食材，反之亦然：
如要向朋友換取未加鎖的食材，自己食材的等級必須相等於或是大於對方未加鎖食材的等級，而朋友來換未加鎖的食材時也可以任意換取符合條件食物，無論任何一方要交換未加鎖食材時也不須經對方同意；
加了鎖的食材不用計算等級，只要雙方的食材都有上鎖，那麼只要完成一般交換的程序然後等待對方接獲通知就可以了，此時對方有權決定同意或是拒絕你的邀請。
食材市場（Ingredient Market）每天會隨機販售三款不同的食材，讓玩家自由購買，有些網站專門分析每日食材的價格，由歷史資料來分析價格區間，並給予玩家購買上的建議。像是facebook上的遊戲基地頁面。
餐廳旁亦有田地種植食材。由第6級開始，會有一塊田，每升二級，可以多一塊，到32級會有九塊田。另外花二千塊可以買種子種植食材，種植下去的種子種類為隨機性，無法由玩家選擇。

## 料理
Restaurant City的料理分四種：頭盤（Starter）、主菜（Main）、甜品（Dessert）和飲料（Drink）。每道料理分十級，以下為各級列表： 
| 中文譯名 | 英文原名    | 碟子樣式   | 實際等級 | 經驗值加成 | GP加成 |
| -------- | ----------- | ---------- | -------- | ---------- | ------ |
| 普通的   | Simple      | 破碟       | Level 1  | 30         | 1      |
| 標準的   | Standard    | 白碟       | Level 2  | 50         | 1.5    |
| 經典的   | Classic     | 紅藍圓點碟 | Level 3  | 100        | 2      |
| 可口的   | Tasty       | 綠邊碟     | Level 4  | 200        | 2.5    |
| 美味的   | Delicious   | 雙圈藍邊碟 | Level 5  | 300        | 3      |
| 豪華的   | Luxurious   | 雙圈黑邊碟 | Level 6  | 400        | 3.5    |
| 食家的   | Gourmet     | 幼銀邊碟   | Level 7  | 500        | 4      |
| 轟動的   | Sensational | 幼金邊碟   | Level 8  | 600        | 4.5    |
| 頂級的   | Ultimate    | 銀邊碟     | Level 9  | 700        | 5      |
| 皇家的   | Royal       | 金邊碟     | Level 10 | 800        | 5.5    |

自2009年開始，Restaurant City會在特別日子，如萬聖節、感恩節和聖誕節，推出限量菜式，若玩家於指定日期前「學習」(Learn)了這些菜式（把菜式升至Level 1），那麼菜式就會永久留在玩家的菜單上；否則這些菜式將會在指定日期後永久消失，而玩家也同時將永遠無法「學習」這些菜式。
亦有部分料理是Gourmet King菜式，當玩家遇上Guromet King，玩家便能把這兒其中一種Gourmet King菜式與朋友分享。

## 爭論
《Restaurant City》於2012年6月29日結束營運，令不少玩家抱怨被EA收購的Playfish刪掉此遊戲令他們失去樂趣，此情況在Playfish刪掉旗下遊戲時出現，例如Hotel City、寵物社會、模擬時光等。